# 松井洋介
松井 洋介（まつい ようすけ、1965年 - ）は、バラエティ番組で活動する放送作家。大阪府堺市美原区出身。

## 経歴
桃山学院大学の同級生だった森脇健児と仲良くなったことをきっかけに『MBSヤングタウン』でADのアルバイトを始め、業界入りする。愛称の「チャダ」は、『ヤングタウン』でアルバイトをしていたときに、顔がインド人っぽいことから浜田尊弘によって名付けられた。上京後はしばらく仕事が少ない時期が続いたが、台風の影響で『ダウンタウンの素』の生放送を毎日放送東京支社で撮影することになり、東京のスタッフはダウンタウンをよく知らないからと急遽招集される。そこから『ダウンタウンのごっつええ感じ』を担当するようになる。同番組の名物コント「お前が歌うんかい」シリーズは松井の作である。

## 代表作

### 現在の担当番組
- 開演まで30秒！THEパニックGP（日本テレビ）
- ナニコレ珍百景（テレビ朝日）
- ネプリーグ（フジテレビ）
- ザ・イロモネア（TBS）
- FNSの日（フジテレビ）
- PS純金（中京テレビ）※中京ローカル
- さんまのお笑い向上委員会（フジテレビ）
- ヒューマングルメンタリー オモウマい店（日本テレビ）※中京テレビ制作

### 過去の担当番組
- ダウンタウンのごっつええ感じ（フジテレビ）
- かざあなダウンタウン（テレビ朝日）
- オオカミ少年（TBS）
- ウンナンの気分は上々。（TBS）
- 笑う犬（フジテレビ）
- 明石家さんまのフジテレビ大反省会（フジテレビ）
- イカリングの面積（テレビ愛知）
- ロバートホール水（フジテレビ）
- リチャードホール（フジテレビ）
- ドラゴン&ボールアワー（TBS）
- 幸せって何だっけ 〜カズカズの宝話〜（フジテレビ）
- 1億人の大質問!?笑ってコラえて!（日本テレビ）
- ワンナイR&R（フジテレビ）
- お笑いLIVE10!（TBS）
- 銭形金太郎（テレビ朝日）
- おネプ!（テレビ朝日）
- ちゃんネプ（テレビ朝日）
- ウッチャきナンチャき（TBS）
- サバイバー（TBS）
- 明石家マンション物語（フジテレビ）
- 明石家ウケんねん物語（フジテレビ）
- 森田一義アワー 笑っていいとも!（フジテレビ）
- リンカーン（TBS）
- 99プラス（日本テレビ）
- アドレな!ガレッジ（テレビ朝日）
- たけスポ（テレビ朝日）
- サッカー小僧（フジテレビ）
- エンタの神様（日本テレビ）
- なんでもアリタっ!（goomo）
- ウンナンのラフな感じで。（TBS）
- 笑う!アメカン→みんなのアメカン（日本テレビ）
- 日曜×芸人（テレビ朝日）
- フジテレビに出たい人TV（フジテレビ）
- さんま&くりぃむの芸能界(秘)個人情報グランプリ（フジテレビ）
- さんまの笑顔映像グランプリ（フジテレビ）
- 知っとこ!（毎日放送）
- ぐるぐるナインティナイン（日本テレビ）
- お笑いDynamite!（TBS）
- 史上空前!! 笑いの祭典 ザ・ドリームマッチ（TBS）
- ウマい!安い!おもしろい!全日本びっくり仰店グランプリ（日本テレビ）※中京テレビ制作。上記「ヒューマングルメンタリー オモウマい店」の前身番組

### ドラマ脚本
- スリルな夜「子育ての天才」（フジテレビ、 2007年4月13日 - 6月22日）
  - 松井は第1回、3回、5回、7回、9回、11回を担当。